# カシミール効果

平行な二枚の板の間に働くカシミール効果

カシミール効果（カシミールこうか、英語: Casimir effect）は物理現象の一つ。
非常に小さい距離を隔てて設置された二枚の平面金属板が真空中で互いに引き合う現象を、静的カシミール効果という。また、二枚の金属板を振動させると光子が生じる。これを動的カシミール効果という。以下では、静的カシミール効果について述べる。
金属板どうしの距離が大きいと効果は極端に小さくなるが、距離が小さければ効果は測定可能な大きさとなる。例えば、距離が 10 nm（原子の大きさの100倍程度）のとき、カシミール効果は一気圧と同じ力を与える。正確な値は表面の幾何学的構造や他の因子に依存する。
カシミール効果は物体仮想粒子の相互作用として表現することができる。効果の大きさは物体の間に介在する量子化された場の零点エネルギーを使って計算できる。現在の理論物理学では、カシミール効果は chiral bag model において重要な役割を果たしている。また応用物理学では、非常に小さい部品を扱うナノテクノロジーの分野でますます重要になっている。

## 歴史
1948年、オランダのフィリップス研究所の物理学者ヘンドリック・カシミール (Hendrik B.G. Casimir、オランダ) とディルク・ポルダー（Dirk Polder、オランダ）は、平行に置かれた２枚の無帯電状態の金属板の間に吸引力が働くことを予想し、それを確かめる実験を編み出した。この力を「カシミール効果」と呼ぶ。
金属板の間の電磁場は、２枚の板の間に整数個の波が立ったモードの重ね合わせで表現できるが、量子化するとそれぞれのモードの零点振動が零点エネルギーを持つことになる。金属板の距離を変更すると、それぞれのモードの振動数がかわるため、エネルギーが変化することになる。金属板の距離をきわめて短い距離まで接近させるとそれらのモードは大きな制限を受け、極板間の真空は周囲の真空よりエネルギーが下がった状態に置かれ、引力を生み出す。
1997年、ロスアラモス国立研究所のラモロー（Steve K. Lamoreaux）らによって、カシミール効果が実験的に計測された。

## 意義
場の量子論においては、零点エネルギーは無限個のモードがあることに伴って無限大になってしまうが、その変化自体は有限の量としてきちんと評価できる。これがカシミール効果である。実験的検証によって、零点振動にともなう零点エネルギーが、場の量子論においても物理的意味があるということが判明した。

## 理論
単位面積あたりのカシミール効果{\displaystyle F_{c}/A} は
{\displaystyle {F_{c} \over A}={\hbar c\pi ^{2} \over 240d^{4}}}
{\displaystyle \hbar ={h \over 2\pi }} = ディラック定数,
{\displaystyle c} = 光速度,
{\displaystyle d} = 板間の間隔
であり極めて小さい値である

## 負のエネルギーとの関連
ワープやワームホールの論文においては、その実現性の論拠としてしばしばカシミールエネルギーという言葉が登場するが、それはこの現象のことを指している。カシミール効果の引力作用は二枚の金属板の内外の真空のエネルギー差に起因し、金属板間の真空のエネルギーは負の値をとる。ワームホールなどの維持には「負の重力」を生み出す負のエネルギーが必要となるので、負のエネルギー状態が確認された唯一の例としてこの効果が取り上げられるのである。
Morris, Thorne, Yurtsever の指摘によれば、時空に局所的に負の質量領域を生み出すために量子力学でのカシミール効果を用いることができる。ただし、あくまで真空のエネルギー状態を負にまで引き下げることができると確認されたというだけで、実際に負のエネルギーを形として取り出せたというわけではない。

## 斥力
カシミール効果は、電荷を持っていない二つの物質の間の斥力として現れる場合がある。エフゲニー・リフシッツ(Evgeny Lifshitz) は、ある状態（一般的には流体を含むとき）では斥力が生じることを理論的に示し、物体を浮上させる方法としての発展性から注目を集めた。
浮上実験はいまだに達成されていないが、最近の実験で斥力が立証された。